# Hermipe (mitología)

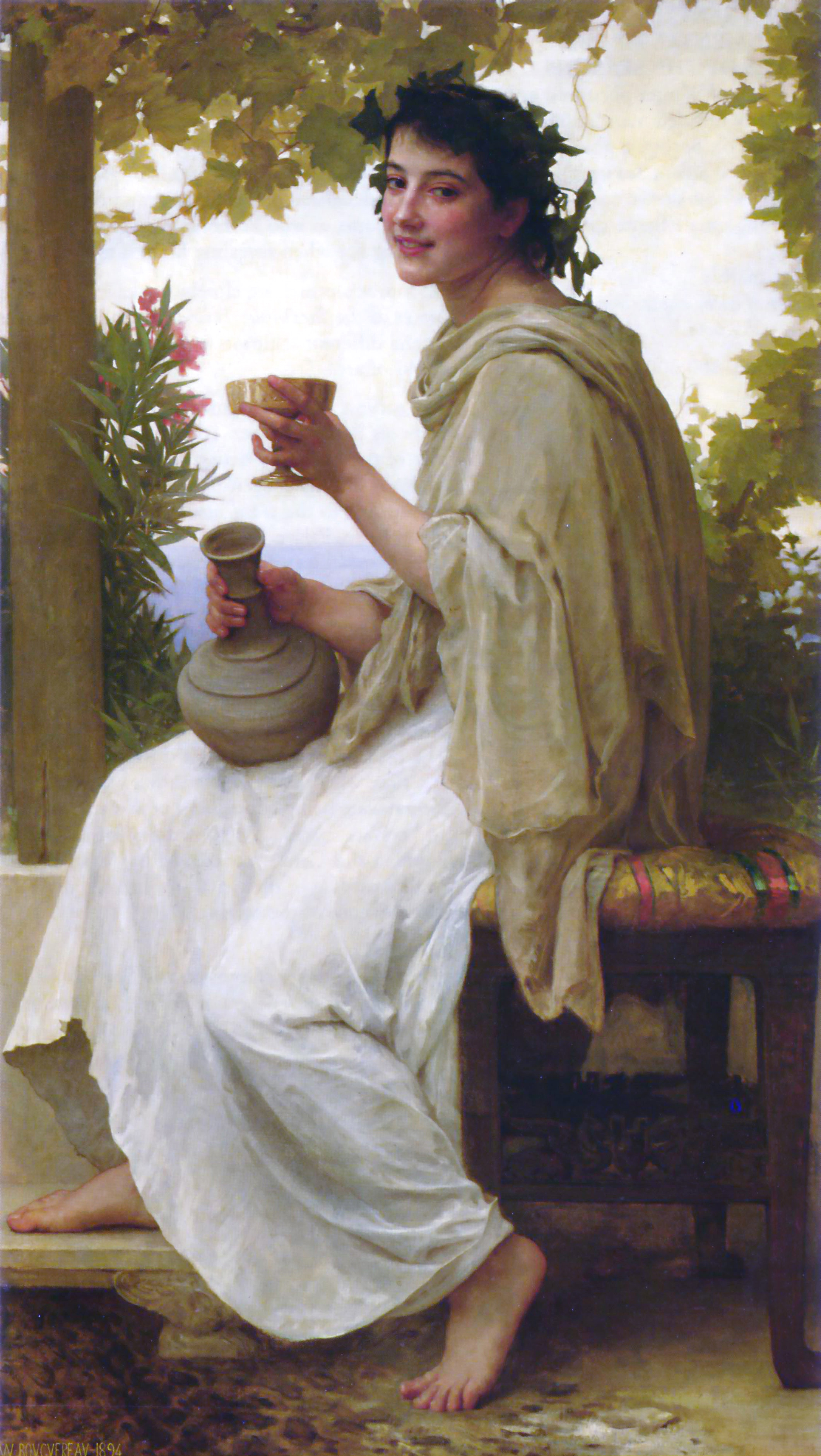
Hermipe pintura de William Adolphe Bouguereau

En la mitología griega Hermipe (en griego Ἑρμίππη) era un personaje que solo aparece en varios escolios, que la imaginan como una hija del epónimo Beoto. Estaba desposada con Orcómeno, hijo de Zeus y la Danaide Isónoe, pero tuvo de Poseidón a Minias. En esta versión Orcómeno es el padre putativo de Minias.
Según otro escolio Hermipe fue en cambio «consorte de Zeus y madre por él de Orcómeno», y al parecer esta versión siguió la IAU Gazetteer of Planetary Nomenclature para denominar al satélite epónimo Hermipé.